# Siphlonurus decorus
Siphlonurus decorus är en dagsländeart som beskrevs av Jay R. Traver 1932. Siphlonurus decorus ingår i släktet Siphlonurus och familjen simdagsländor. Inga underarter finns listade i Catalogue of Life.